# Rezerwat przyrody Świetlista Dąbrowa
Rezerwat przyrody Świetlista Dąbrowa – leśny rezerwat przyrody położony w gminie Obrzycko, powiecie szamotulskim (województwo wielkopolskie).

## Charakterystyka
Powierzchnia: 79,53 ha (akt powołujący podawał 79,86 ha). Rezerwat posiada otulinę o powierzchni 47,32 ha. Obszar rezerwatu podlega ochronie ścisłej (5,00 ha) i czynnej (74,53 ha).
Rezerwat został utworzony w 1998 roku w celu ochrony lasów typu świetlistej dąbrowy (Potentillo albae-Quercetum) w zachodniej części Niżu Polskiego. Drzewostan tworzony jest w dużej mierze przez dąb szypułkowy, ale istnieją tu płaty starodrzewu sosnowego i zarośla leszczynowe. Występują tu: konwalijka dwulistna, podkolan biały, konwalia majowa, siódmaczek leśny i lilia złotogłów. W zagłębieniach terenu okresowo stoi woda. Stan zachowania tutejszych fitocenoz jest dobry. Stałymi powierzchniami badawczymi dysponuje tutaj Uniwersytet im. Adama Mickiewicza.
Do rezerwatu wyznakowano ścieżkę dydaktyczną „Dębowy las” od leśniczówki Daniele (parking).

## Podstawa prawna
- Rozp. Min. Ochr. Śr., Zasobów Naturalnych i Leśnictwa z dnia 23 grudnia 1998, Dz. Ust. Nr. 166, Poz. 1233
- Obwieszczenie Wojewody Wielkopolskiego z dn. 4.10.2001 r. w sprawie ogłoszenia wykazu rezerwatów przyrody utworzonych do dn. 31.12.1998 r.
- Zarządzenie Nr 26/11 Regionalnego Dyrektora Ochrony Środowiska w Poznaniu z dnia 9 czerwca 2011 r. w sprawie rezerwatu przyrody „Świetlista Dąbrowa”

## Galeria

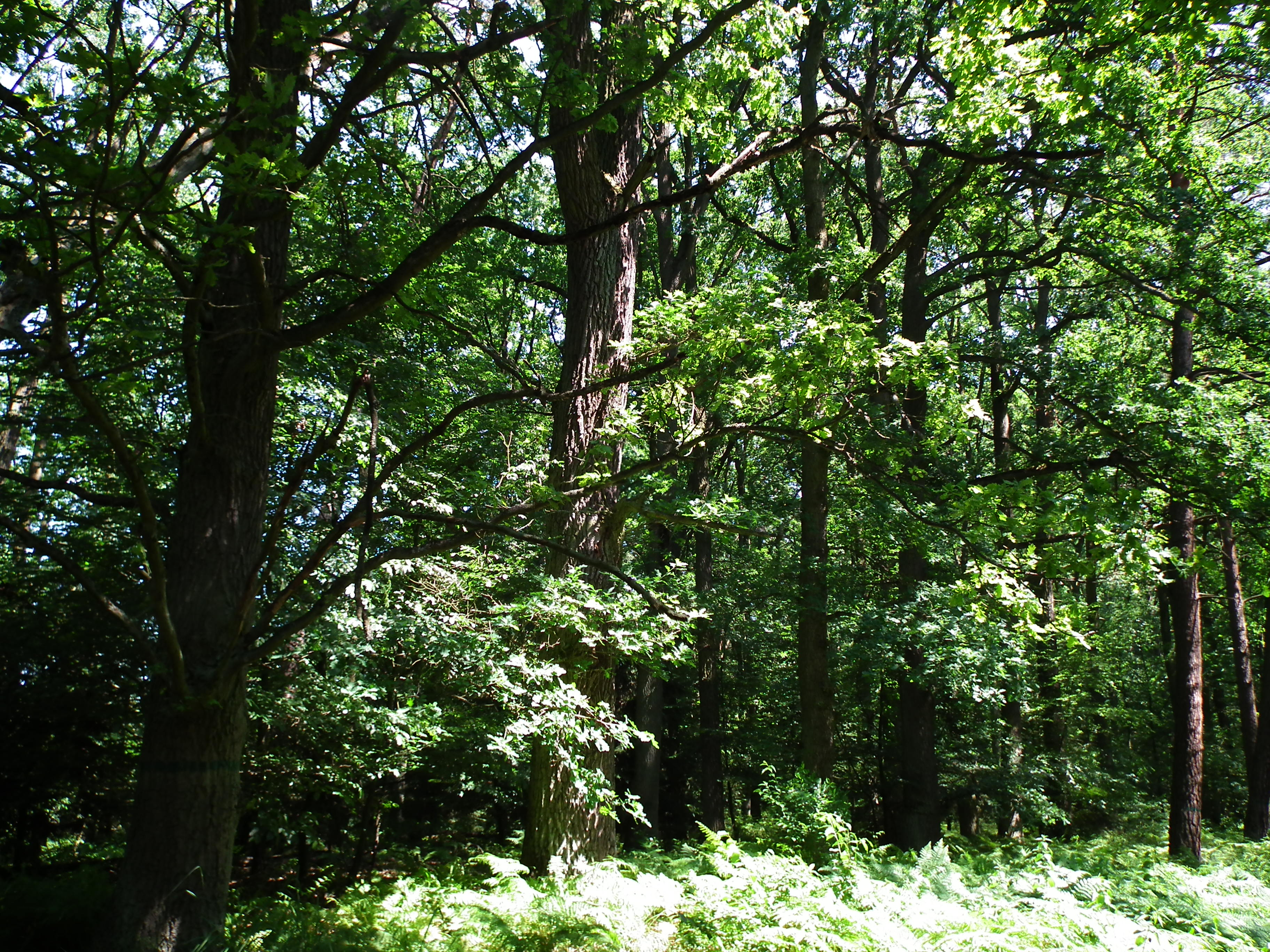
Fragment
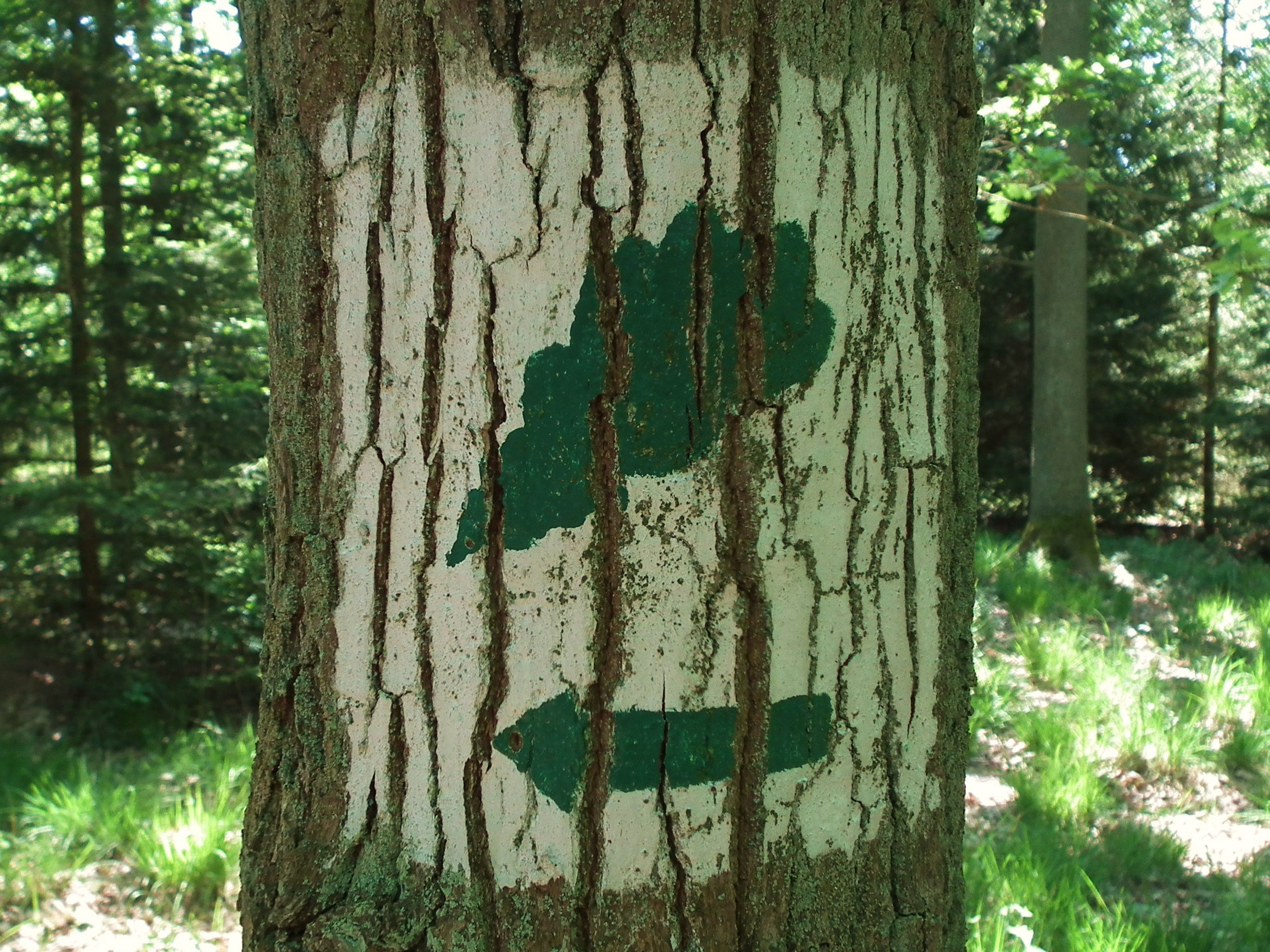
Ścieżka Dębowy las